# Christa Cremer-Renz
Christa Cremer-Renz (* 1945 in Hoya) ist eine deutsche Soziologin und Politikwissenschaftlerin.

## Leben und Wirken
Christa Cremer-Renz besuchte die Schule in Essen, machte 1962 bis 1965 eine Ausbildung als Friseurin und legte 1967 das Wirtschafts- und sozialwissenschaftliche Abitur in Wattenscheid ab. Danach studierte sie Erziehungswissenschaft, Soziologie, Politikwissenschaft, Psychologie und Philosophie in Köln, Dortmund und Bielefeld und schloss 1972 als Diplom-Pädagogin ab. 1974 wurde sie an der Pädagogischen Hochschule Ruhr mit der Arbeit Transparenz wissenschaftlicher Prozesse durch Aktionsforschung? zum Dr. päd. promoviert.
Sie arbeitete als Wissenschaftliche Mitarbeiterin und Wissenschaftliche Assistentin in Paderborn, Münster, Recklinghausen und Dortmund und wurde 1982 als Professorin an die Fachhochschule Nordostniedersachsen in Lüneburg berufen.
1995 bis 1996 war sie Prorektorin und 1996 bis 2004 Präsidentin der Fachhochschule Nordostniedersachsen und 2005/2006 Übergangspräsidentin der Leuphana Universität Lüneburg. 2006 wurde sie an der Leuphana Universität Lüneburg als Professorin für Theorie und Praxis der Sozialarbeit/Sozialpädagogik berufen.
Christa Cremer-Renz ist Mitglied des Stiftungsrates der Hochschule Osnabrück und gehört zum Herausgeberkollektiv der Zeitschrift Das Hochschulwesen.
2019 wurde sie mit dem Verdienstkreuz am Bande des Niedersächsischen Verdienstordens ausgezeichnet.

## Schriften
- Transparenz wissenschaftlicher Prozesse durch Aktionsforschung? Dissertation. Pädagogische Hochschule Ruhr, Dortmund 1974.
- mit Wolf-Rüdiger Klehm: Aktionsforschung. Wissenschaftshistorische und gesellschaftliche Grundlagen, methodische Perspektiven. Beltz, Weinheim, Basel 1978, ISBN 3-407-58023-1.
- Transparenz wissenschaftlicher Prozesse durch Aktionsforschung? Lang, Frankfurt am Main 1980, ISBN 3-8204-6682-7 (Europäische Hochschulschriften. Reihe 22, Soziologie. Band 43).
- Gemeinsam und, oder getrennt? Hans-Böckler-Stiftung, Düsseldorf 1996.
- Die innovative Hochschule. Webler, Bielefeld 2005, ISBN 3-937026-42-8.
- Studierendenauswahl, Studienzulassung. In: Das Hochschulwesen. Jahrgang 57,3. Webler, Bielefeld 2009, S. 73–108.
- Ideen und Befunde zum Medieneinsatz. In: Das Hochschulwesen. Jahrgang 57,4. Webler, Bielefeld 2009, S. 109–144.
- Einige Rahmenbedingungen von Lehre und Studium.  In: Das Hochschulwesen. Jahrgang 57,5. Webler, Bielefeld 2009, S. 145–180.